# Abapeba
Abapeba là một chi nhện trong họ Corinnidae.

## Các loài
- Abapeba abalosi (Mello-Leitão, 1942) – Paraguay, Argentina
- Abapeba brevis (Taczanowski, 1874) – Guyane thuộc Pháp
- Abapeba cayana (Taczanowski, 1874) – Guyane thuộc Pháp
- Abapeba cleonei (Petrunkevitch, 1926) – St. Thomas
- Abapeba echinus (Simon, 1896) – Brasil
- Abapeba grassima (Chickering, 1972) – Panama
- Abapeba guanicae (Petrunkevitch, 1930) – Puerto Rico
- Abapeba hirta (Taczanowski, 1874) – Guyane thuộc Pháp
- Abapeba hoeferi Bonaldo, 2000 – Brasil
- Abapeba kochi (Petrunkevitch, 1911) – Nam Mỹ
- Abapeba lacertosa (Simon, 1898) (điển hình) – St. Vincent, Trinidad, bắc Nam Mỹ
- Abapeba luctuosa (F. O. Pickard-Cambridge, 1899) – México
- Abapeba lugubris (Schenkel, 1953) – Venezuela
- Abapeba pennata (Caporiacco, 1947) – Guyana
- Abapeba rioclaro Bonaldo, 2000 – Brasil
- Abapeba rufipes (Taczanowski, 1874) – Guyane thuộc Pháp
- Abapeba saga (F. O. Pickard-Cambridge, 1899) – México
- Abapeba sicarioides (Mello-Leitão, 1935) – Brasil
- Abapeba taruma Bonaldo, 2000 – Brasil
- Abapeba wheeleri (Petrunkevitch, 1930) – Puerto Rico
- Abapeba abalosi (Mello-Leitão, 1942)
- Abapeba cleonei (Petrunkevitch, 1926)
- Abapeba echinus (Simon, 1896)
- Abapeba grassima (Chickering, 1972)
- Abapeba guanicae (Petrunkevitch, 1930)
- Abapeba hoeferi Bonaldo, 2000
- Abapeba kochi (Petrunkevitch, 1911)
- Abapeba lacertosa (Simon, 1897)
- Abapeba luctuosa (F. O. P.-Cambridge, 1899)
- Abapeba lugubris (Schenkel, 1953)
- Abapeba pennata (Caporiacco, 1947)
- Abapeba rioclaro Bonaldo, 2000
- Abapeba saga (F. O. P.-Cambridge, 1899)
- Abapeba sicarioides (Mello-Leitão, 1935)
- Abapeba taruma Bonaldo, 2000
- Abapeba wheeleri (Petrunkevitch, 1930)